# Sigriswil
Sigriswil is een gemeente en plaats in het Zwitserse kanton Bern, en maakt deel uit van het district Thun.
Sigriswil telt 4.676 inwoners.
In de gemeente liggen elf dorpen: Aeschlen ob Gunten, Gunten, Meiersmaad, Merligen, Ringoldswil, Schwanden, Sigriswil, Tschingel ob Gunten, Wiler, Endorf en Reust.
In Sigriswil bevindt zich sinds 2012 een toeristische panoramabrug voor voetgangers. De brug is 340 meter lang, 1,20 meter breed en overbrugt een 182 meter diep dal.

## Geboren
- Christoph Sauser (13 april 1976), wielrenner

## Overleden
- Luzia Emma Bähler (1885-1970), onderwijsstatistica
- Gertrud Lendorff (1900-1986), schrijfster